# 史密斯陨击坑

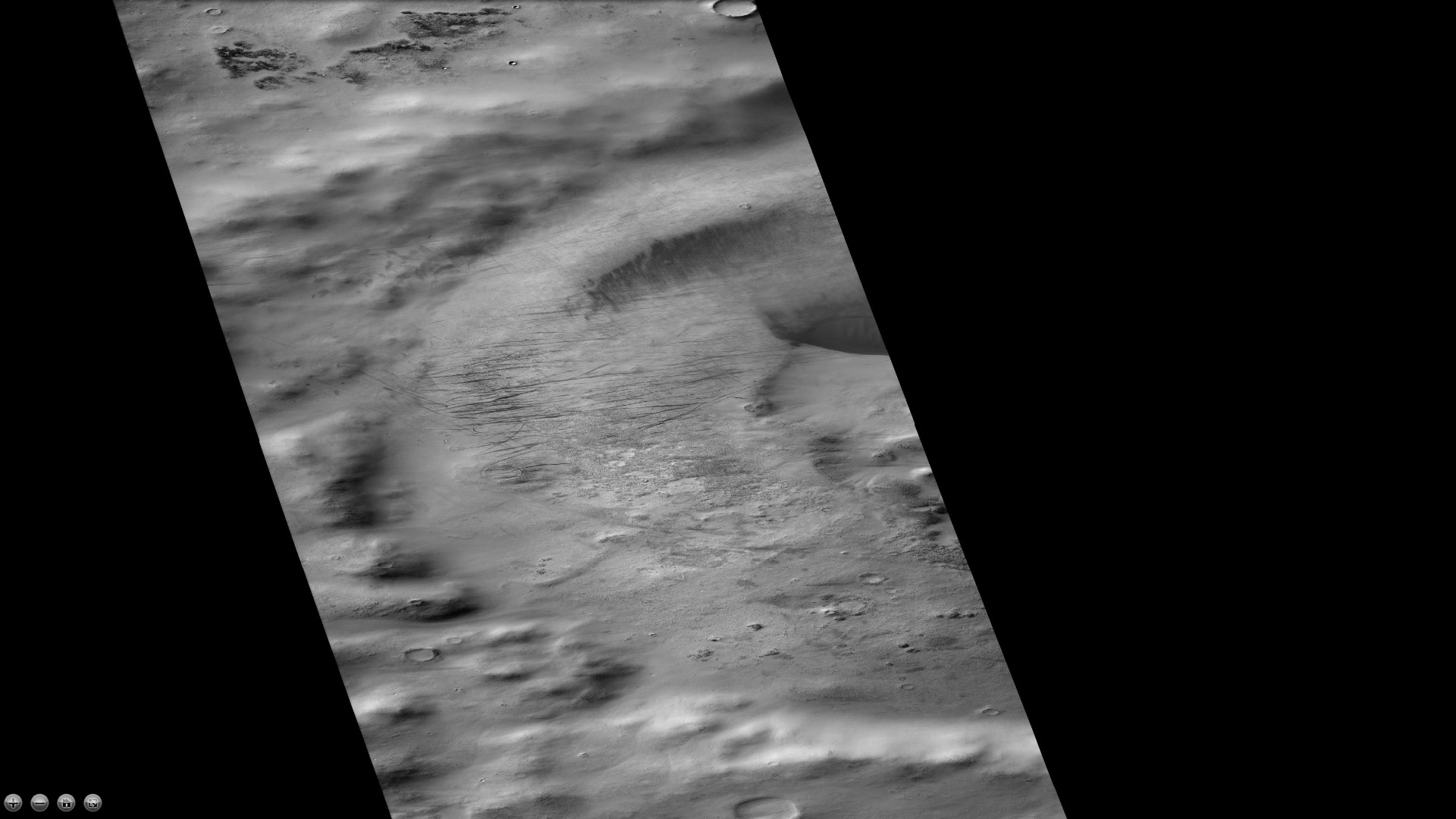
火星勘测轨道飞行器背景相机拍摄的史密斯陨击坑。

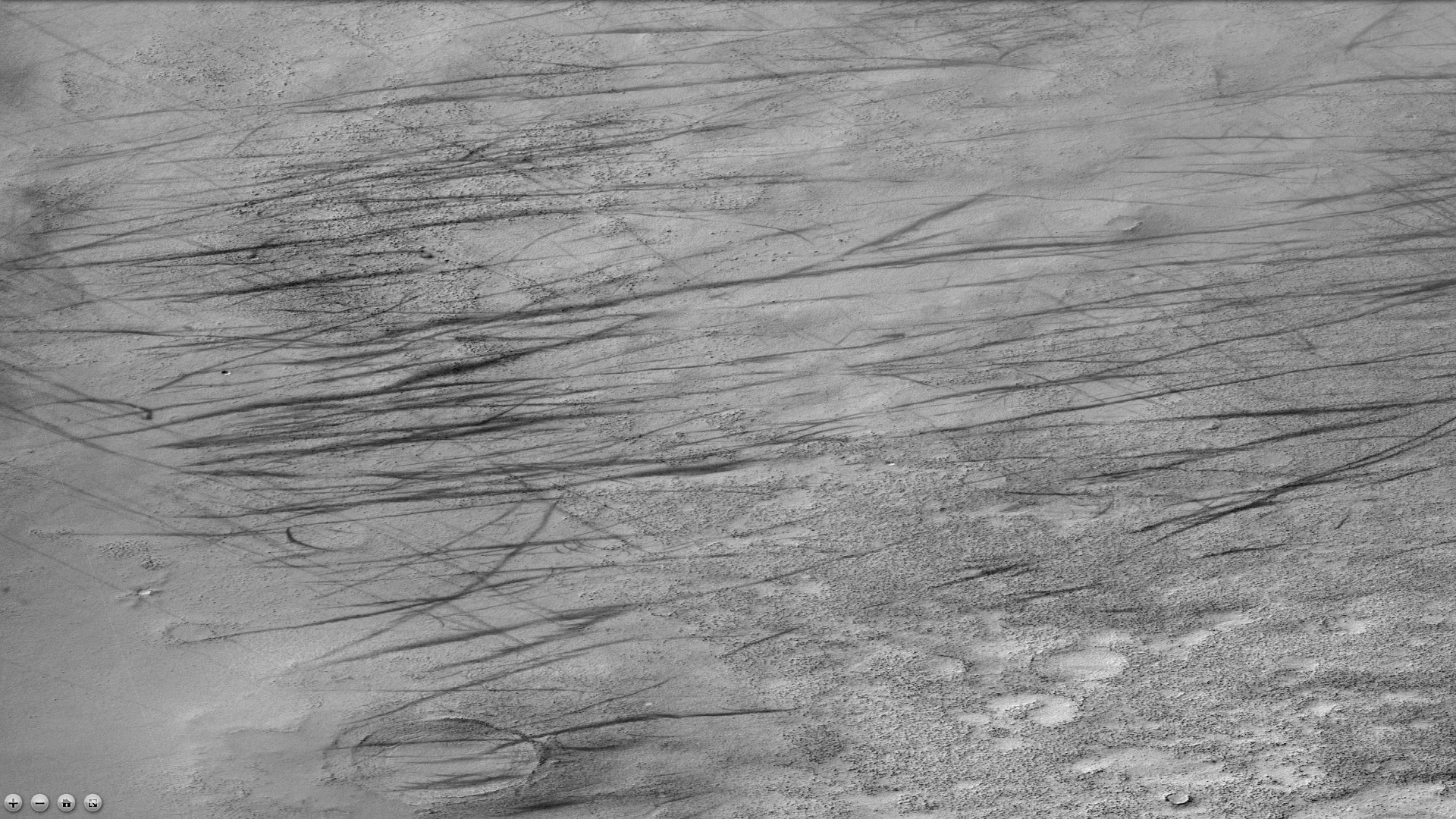
火星勘测轨道飞行器背景相机拍摄的史密斯陨击坑内的尘暴痕迹，注：这是前一幅图像的放大版。

史密斯陨击坑(Smith)是火星南海区的一座撞击坑，其中心坐标位于南纬66.1度、西经102.9度，直径74.33公里（46.19英里），它的名称取自英国地质学家威廉·史密斯（1769年-1839年），1973年被国际天文学联合会行星系统命名工作组批准接受。

## 另请查看
- 火星气候
- 尘暴痕迹
- 火星地质
- 撞击事件
- 火星撞击坑
- 火星矿石资源
- 行星体系命名法